# Gran Premio del Canada 2022
Il Gran Premio del Canada 2022 è stata la nona prova della stagione 2022 del campionato mondiale di Formula 1. La gara si è tenuta domenica 19 giugno sul circuito Gilles Villeneuve di Montréal ed è stata vinta dall'olandese Max Verstappen su Red Bull Racing-RBPT, al ventiseiesimo successo in carriera; Verstappen ha preceduto all'arrivo lo spagnolo Carlos Sainz Jr. su Ferrari e il britannico Lewis Hamilton su Mercedes.
All'intero weekend di gara hanno assistito 338 000 spettatori, all'epoca nuovo record per il Gran Premio del Canada a Montréal.

## Vigilia

### Sviluppi futuri
Il contratto per la disputa del Gran Premio d'Australia nel calendario del campionato mondiale di Formula 1, in scadenza nel 2025, sempre sul circuito di Melbourne, sede della gara a partire dal 1996, viene rinnovato per altre dieci stagioni. A partite dal successivo campionato, per la prima volta, il weekend di gara sarà costituito anche dalla Formula 2 e dalla Formula 3. La data in calendario sarà nota successivamente.

### Aspetti tecnici
Per questo Gran Premio la Pirelli, fornitore unico degli pneumatici, offre la scelta tra gomme di mescola C3, C4 e C5, la tipologia di mescole più morbide che caratterizzano l'intera gamma messa a disposizione dall'azienda fornitrice degli pneumatici per il campionato. Per la seconda edizione consecutiva del Gran Premio, dopo l'ultima corsa nella stagione 2019, la casa italiana nomina la stessa tipologia. Per la terza gara consecutiva della stagione, dopo i Gran Premi di Monaco e Azerbaigian, le mescole selezionate dalla Pirelli sono quelle più morbide.
La Federazione conferma le tre zone DRS in uso dall'edizione 2018 della gara quando l'organo mondiale dell'automobilismo decise di aumentare sul circuito di Montréal a tre i tratti in cui utilizzare il dispositivo mobile, dopo le due precedenti zone utilizzate dal 2011, stagione in cui il dispositivo fu introdotto nella categoria, al 2017, al fine di favorire i sorpassi. I piloti possono attivare l'ala mobile posteriore sul rettilineo principale e sul rettilineo del Casino, con un unico punto di determinazione del distacco tra i piloti, posto dopo la curva 9, e tra le curve 7 e 8, il nuovo tratto aggiuntivo introdotto in seguito, con punto per la determinazione del distacco fra piloti posto dopo la curva 5.
Rispetto all'ultima edizione della gara corsa nel 2019, il circuito di Montréal è oggetto di parecchie modifiche. Il sistema di drenaggio dentro la pit lane viene sostituito; la corsia d'entrata della pit lane, la stessa e quella d'uscita sono state riasfaltate; il muretto della pit lane è oggetto di un miglioramento; la linea 1 della safety car è adesso più vicino all'ingresso box; la linea 2 della safety car è stata spostata più in basso verso l'uscita della curva 2; la linea bianca di ingresso ai box è stata accorciata; la piattaforma di partenza e quella dei fotografi vengono sostituite; viene aggiunto un ulteriore cancello di accesso tra la pit lane e il rettilineo di partenza; l'area a destra della pit lane, prima delle autorimesse, dove si trovano i mezzi di soccorso, è stata opportunamente risanata con bitume; il tappeto di cemento installato sulla destra alla curva 9 viene rimosso e sostituito con asfalto; tutti i cordoli e i dossi vengono sabbiati sulla loro superficie originale per rimuovere il significativo strato di vernice accumulata; il guard rail sulla sinistra sotto il ponte del cavalcavia prima della curva 8 è stato sostituito; un'ulteriore recinzione per detriti è stata installata sulla parete destra tra le curve 10 e 11 per creare protezione aggiuntiva per i commissari di percorso che lavorano in questa posizione; l'angolo del muro di cemento in avvicinamento alla curva 13 sulla destra è stato modificato per evitare l'impatto con il cordolo in caso di incidente; alcune aperture nelle recinzioni dei detriti per i commissari di percorso sono state ridotte; il livello della superficie in calcestruzzo all'interno della corsia box è stato rettificato.
La Federazione impone ai piloti le seguenti indicazioni quando quest'ultimi tagliano una chicane. Alle curve 9 e 14 se un pilota non le percorre correttamente e passa completamente a sinistra del cordolo arancione, deve mantenersi completamente a sinistra del dissuasore e del paletto arancione in uscita della curva e ricongiungersi alla pista all'estremità della via di fuga asfaltata. Per motivi di sicurezza, viene concesso alle squadre di chiudere i propri garage dentro la corsia dei box nelle giornate del giovedì e del venerdì a causa delle condizioni meteo. Nella giornata del mercoledì, la Red Bull Racing e la Ferrari utilizzano rispettivamente il secondo e il primo degli otto coprifuochi concessi durante la stagione per effettuare le operazioni sulle proprie vetture. Le due squadre non ricevono sanzioni.
Prima dell'inizio della prima sessione di prove libere del venerdì alle squadre viene concesso di lasciare le gomme avvolte nelle termocoperte e riscaldate a una temperatura massima di 30 °C per tutta la notte per ridurre al minimo eventuali problemi legati al freddo visto le basse temperature dell'ambiente.
La terza unità relativa al motore a combustione interna viene installata sulla vettura di Charles Leclerc, Esteban Ocon e Kevin Magnussen. La terza unità relativa al turbocompressore viene installata sulla vettura di Ocon e Magnussen. La terza unità relativa all'MGU-H viene installata sulla vettura di Leclerc, Ocon e Magnussen. La terza unità relativa all'MGU-K viene installata sulla vettura di Leclerc e Ocon. La seconda unità relativa all'unità di controllo elettronico viene installata sulla vettura di Leclerc, Lance Stroll e Nicholas Latifi. La terza unità relativa all'impianto di scarico viene installata sulla vettura di Ocon, e la quarta unità sulla vettura di Magnussen. Tutti i piloti non sono penalizzati sulla griglia di partenza in quanto i nuovi componenti installati rientrano tra quelli utilizzabili nel numero massimo stabilito dal regolamento tecnico. Sulla vettura di Yuki Tsunoda viene installata la quarta unità relativa al motore a combustione interna, al turbocompressore, all'MGU-H e all'MGU-K, la seconda unità relativa al sistema di recupero dell'energia e all'unità di controllo elettronico, e la quinta unità relativa all'impianto di scarico. Il pilota giapponese dell'AlphaTauri è costretto a partire dal fondo dello schieramento in quanto i primi quattro nuovi componenti installati superano quelli utilizzabili nel numero massimo stabilito dal regolamento tecnico.
A partire da questo Gran Premio, prima della gara, viene stabilito che per l'inizio della stessa e della fine, le squadre hanno la responsabilità di assicurarsi che gli ospiti non attraversino i garage e che accedono alla pit lane, prima che tutte le vetture siano in griglia per l'inizio della corsa e prima che le vetture abbiano raggiunto il parco chiuso per la fine di essa. A causa del vento, il segnale raffigurante il limite di velocità posto all'ingresso della pit lane è stato spostato da sinistra a destra della linea che indica l'inizio del limite di velocità.

### Aspetti sportivi
Il Gran Premio rappresenta il nono appuntamento stagionale a distanza di una settimana dalla disputa del Gran Premio d'Azerbaigian, ottava gara del campionato. Il Gran Premio del Canada torna a fare parte del calendario del campionato mondiale di Formula 1, sempre collocato nel mese di giugno, per la prima volta dal 2019. Nel corso delle ultime due stagioni il Gran Premio è stato annullato a causa delle problematiche dettate dalla pandemia di COVID-19. Nel 2020 la gara fu inizialmente posticipata dalla sua data originaria in calendario, ma successivamente vide il suo annullamento in quanto la Federazione fu costretta ad annullare tutte le tappe oltreoceano per via dell'emergenza sanitaria, senza essere sostituita. Nel corso del 2021 il Gran Premio fu annullato per la seconda stagione consecutiva, sempre per via della pandemia, rientrando tra i pochi Gran Premi a essere annullati per due stagioni consecutive, ma in questo caso venendo rimpiazzato da un altro Gran Premio, quello di Turchia. È il secondo Gran Premio della stagione a tornare nel calendario mondiale, dopo quanto accaduto con il Gran Premio d'Australia corso a inizio aprile. Dopo le tre precedenti corse, di cui due disputate nel vecchio continente e una tra l'Europa orientale e l'Asia occidentale, il mondiale si sposta per la seconda volta oltreoceano dopo la disputa dell'edizione inaugurale del Gran Premio di Miami corsa a inizio maggio.
Il Gran Premio del Canada è uno dei Gran Premi presenti in calendario a disputarsi su un circuito interamente cittadino e per la terza volta consecutiva in stagione, dopo i precedenti Gran Premi di Monaco e Azerbaigian, è la terza gara corsa sulla stessa tipologia di tracciato. Per la terza volta durante la stagione, la prima tra il Gran Premio del Bahrein, gara inaugurale della stagione, e il Gran Premio d'Arabia Saudita, e la seconda tra il Gran Premio di Spagna e il Gran Premio di Monaco, il mondiale vede la disputa di un Gran Premio a distanza di una settimana dall'altra. Il contratto per la disputa del Gran Premio del Canada nel calendario del campionato mondiale di Formula 1, sempre sul circuito di Montréal, ha una valenza fino alla stagione 2031. Sponsor del Gran Premio è, per la prima volta, AWS, azienda statunitense di proprietà del gruppo Amazon. Sono attesi 340 000 spettatori per il weekend di gara, il dato più alto nella storia del Gran Premio.
Presente nel calendario del campionato mondiale di Formula 1 fin dalla stagione 1967 e valido quale prova della categoria dallo stesso anno, il Gran Premio del Canada vede la disputa della sua cinquantasettesima edizione, la cinquantunesima valida per il mondiale. Il circuito di Montréal, sede attuale della gara e utilizzato dal 1978, è il tracciato con il maggior numero di edizioni disputate, 40, su diverse leggere configurazioni, la cui la più recente in uso dal campionato 2002. È il quinto circuito nella storia del mondiale per maggior numero di edizioni ospitate. Il Gran Premio è stato corso anche in altre due località: il Mosport Park ha ospitato la gara canadese per otto edizioni tra il 1967 e il 1977, mentre il circuito di Mont-Tremblant è stato protagonista di due soli edizioni, nel 1968 e nel 1970. Il Gran Premio non fu disputato durante la stagione 1975, in cui i costruttori non trovarono l'accordo con gli organizzatori per il rimborso delle spese, quella del 1987, a causa di una disputa fra due sponsor locali, e quella del 2009, quando la gara fu esclusa dalla Federazione dal calendario dopo essere stata prevista in una prima bozza, oltre alle ultime due più recenti per via della pandemia di COVID-19.
Il pilota olandese campione del mondo della Red Bull Racing, Max Verstappen, disputa il centocinquantesimo Gran Premio in Formula 1. Per il pilota locale della Williams, Nicholas Latifi, si tratta della prima partenza in gara in un Gran Premio corso nel proprio Paese. Sul circuito di Montréal, corrono per la prima volta il pilota giapponese dell'AlphaTauri, Yuki Tsunoda, quello tedesco della Haas, Mick Schumacher, e quello cinese dell'Alfa Romeo, Zhou Guanyu, l'unico debuttante nella categoria in questo campionato. Nessuno dei piloti ha corso su questo tracciato in altre categorie minori, nonostante Latifi fece il suo debutto nella prima sessione di prove libere del venerdì nell'edizione del 2019, sempre per la Williams. La Ferrari tributa il pilota canadese Gilles Villeneuve, a quarant'anni dalla sua morte avvenuta durante le qualifiche del Gran Premio del Belgio 1982, dipingendo di rosso le piazzole dalle quali i piloti Charles Leclerc e Carlos Sainz Jr. prenderanno il via e aggiungendo le scritte «On se souviendra Gilles Villeneuve 1950-1982» ("Ricorderemo Gilles Villeneuve 1950-1982").
La coda in corsia box può essere oggetto di un cambio regolamentare. I commissari sportivi potrebbero modificare la norma che stabilisce la corretta formazione della fila in pit lane dopo l'azione compiuta dai piloti della Haas, Mick Schumacher e Kevin Magnussen, nel corso del precedente Gran Premio d'Azerbaigian. Tutti i piloti a rischio eliminazione si sono prenotati in coda per potere uscire nel giro di lancio, compresi Schumacher e Magnussen. Entrambi, usciti dal loro box posto all'estremità della corsia, si sono però inseriti tra le auto già in coda, andando teoricamente a violare l'articolo 34.8 del regolamento sportivo. La direzione gara non ha poi proceduto a una sanzione nei loro confronti in quanto la situazione è risultata identica a quella che ha coinvolto la Williams nella prima edizione del Gran Premio di Città del Messico corsa nel 2021, dove non sono stati presi ulteriori provvedimenti.
La Federazione avvia un'indagine per studiare quanto il saltellamento delle vetture in pieno rettilineo sia pericoloso per i piloti, non solamente per la sicurezza in pista, ma anche per le ripercussioni sul fisico. I sobbalzi sono risultati particolarmente accentuati sul lungo rettilineo del circuito di Baku nel precedente Gran Premio d'Azerbaigian, destando più di una preoccupazione per i piloti, in particolare per quello britannico della Mercedes, Lewis Hamilton, protagonista di forti dolori alla schiena causati dal saltellamento, la cui presenza viene messa inizialmente in dubbio per la gara canadese, ma successivamente smentita dallo stesso pilota. La Federazione vuole avere un quadro completo, consultando medici specialistici e raccogliere dati da altre serie, per esempio dal rally. Alla vigilia della gara, la Federazione decide di emanare una direttiva tecnica in cui viene spiegato che nell'interesse della sicurezza è necessario intervenire per richiedere ai team di apportare le modifiche necessarie per ridurre o eliminare questo fenomeno del saltellamento. Nel dettaglio, l'organo mondiale dell'automobilismo decide di intervenire su alcuni punti, come un controllo più attento del fondo vettura e la definizione di una metrica, basata sull'accelerazione verticale della vettura, che fornisce un limite quantitativo per il livello accettabile di oscillazioni verticali. Viene inoltre preannunciato un incontro tra la FIA e i team. In questo Gran Premio, la Federazione si limita a raccogliere i dati nella terza sessione di prove libere del sabato, senza applicare penalità visto il poco tempo lasciato a disposizione delle squadre.
Dopo gli episodi accaduti a Baku, in particolare quando il pilota spagnolo dell'Alpine, Fernando Alonso, verso la fine del Q1, ha preso una via di fuga facendo scattare le bandiere gialle rovinando così il giro di chi lo seguiva perché costretto ad alzare il piede, molti piloti si sono detti favorevoli all'idea di introdurre penalizzazioni per chi provoca una bandiera gialla o rossa in qualifica. La manovra di cui Alonso è stato sospettato può essere oggetto di potenziali sanzioni già durante questo Gran Premio, venendo inserita nelle note del direttore di gara o nel regolare briefing del venerdì.
Per questo Gran Premio la FIA designa il portoghese Eduardo Freitas quale direttore di gara. L'ex pilota di Formula 1 Emanuele Pirro è nominato quale commissario aggiunto per la gara. L'italiano ha svolto in passato, in diverse occasioni, tale funzione, l'ultima nella prima edizione del Gran Premio del Qatar corsa nel 2021. È la casa automobilistica inglese Aston Martin, come nella gara precedente, a fornire la safety car e la medical car.

## Prove

### Resoconto
Max Verstappen ha la migliore prestazione della prima sessione di prove libere del venerdì. L'olandese precede di meno di tre decimi Carlos Sainz Jr., mentre al terzo posto si è classificato l'altro pilota spagnolo, Fernando Alonso. La Red Bull Racing sembra godere di maggiore competitività nell'ultima parte del tracciato, mentre le Ferrari, in previsione anche di una possibile pioggia per la seconda sessione, si sono interessate a sviluppare le soluzioni per la gara, con Sainz Jr. che è stato il pilota che ha chiuso più giri. Si è concentrato sulla messa a punto per la gara anche Sergio Pérez, che è quarto. Yuki Tsunoda ha colpito le barriere, all'ultima chicane, in maniera comunque lieve, mentre Esteban Ocon, a causa di un sacchetto di plastica entrato nelle prese d'aria dei freni anteriori, che ha provocato una diminuzione del raffreddamento, con conseguente principio d'incendio all'impianto frenante, è stato costretto a fermarsi ai box.
L'AlphaTauri è stata multata di 300 euro dalla Federazione in quanto Pierre Gasly ha superato il limite di velocità stabilito nella corsia dei box.
Prima dell'inizio della seconda sessione di prove libere del venerdì, sulla vettura di Charles Leclerc viene installata la terza unità relativa all'unità di controllo elettronico. Il pilota monegasco della Ferrari è penalizzato di dieci posizioni sulla griglia di partenza in quanto il nuovo componente installato supera quelli utilizzabili nel numero massimo stabilito dal regolamento tecnico.
Verstappen rimane il più rapido, anche nella seconda sessione del venerdì. Il tempo del campione del mondo è comunque due secondi più alto, di quanto colto da Leclerc, nell'analoga sessione dell'ultima edizione disputata nel 2019. Il monegasco, in versione da qualifica, si è piazzato a meno di un decimo da Verstappen. A poco più di un decimo dalla vetta si è classificato Sainz Jr., che ha preceduto Sebastian Vettel e Alonso. Leclerc ha utilizzato il terzo motore, dotato del primo turno. La scuderia di Maranello cerca di capire le possibilità di rimonta del monegasco dopo la penalizzazione, oppure se sia più conveniente sostituire, per intero, la power unit, partendo dal fondo della griglia, ma salvandosi da eventuali penalizzazioni future. Permangono le difficoltà per le Mercedes, con George Russell con il sesto tempo, e Lewis Hamilton con il tredicesimo. Valtteri Bottas non ha tempi validi, a seguito di un problema al cambio, con l'antistallo che andava in funzione a ogni scalata delle marce.
Durante le prime due sessioni di prove libere del venerdì, Valtteri Bottas utilizza l'assemblaggio di una trasmissione al di fuori dell'allocazione prevista secondo il regolamento tecnico. Il pilota finlandese dell'Alfa Romeo non è penalizzato sulla griglia di partenza in quanto tale operazione rientra tra quelle effettuabili nel numero massimo consentito dal regolamento tecnico.
Al termine della seconda sessione di prove libere del venerdì, Sebastian Vettel e Kevin Magnussen vengono convocati dai commissari sportivi per una situazione di pericolo in pit lane tra i due piloti in quanto Vettel è stato fatto uscire dai box al sopraggiungere di Magnussen nella corsia della pit lane. L'Aston Martin viene multata di 5 000 euro da parte della Federazione. Pierre Gasly, nuovamente Vettel e Lance Stroll vengono convocati per non avere rispettato le istruzioni stabilite dalla direzione gara riguardanti la curva 14, durante la prima sessione di prove libere per Vettel, mentre durante la seconda per Gasly e Stroll. I tre piloti ricevono una reprimenda, la prima della stagione nel caso di Gasly e Vettel, mentre la seconda della stagione nel caso di Stroll.
Nella notte tra il venerdì e il sabato, l'Alfa Romeo e la Haas utilizzano uno dei due coprifuochi concessi durante la stagione per effettuare le operazioni sulle proprie vetture. Le due squadre non ricevono sanzioni.
Prima dell'inizio della terza sessione di prove libere del sabato, sulla vettura di Carlos Sainz Jr. viene installata la terza unità relativa al motore a combustione interna e sulla vettura di Valtteri Bottas la seconda unità relativa al sistema di recupero dell'energia. Entrambi i piloti non sono penalizzati sulla griglia di partenza in quanto i nuovi componenti installati rientrano tra quelli utilizzabili nel numero massimo stabilito dal regolamento tecnico. Sulla vettura di Charles Leclerc viene installata la quarta unità relativa al motore a combustione interna, al turbocompressore, all'MGU-H e all'MGU-K, e la quinta unità relativa all'impianto di scarico. Il pilota monegasco della Ferrari è costretto a partire dal fondo dello schieramento in quanto i primi quattro nuovi componenti installati superano quelli utilizzabili nel numero massimo stabilito dal regolamento tecnico. Sulla vettura di Yuki Tsunoda viene installata la terza unità relativa al sistema di recupero dell'energia e all'unità di controllo elettronico. Il pilota giapponese dell'AlphaTauri è costretto a partire dal fondo dello schieramento in quanto i nuovi componenti installati superano quelli utilizzabili nel numero massimo stabilito dal regolamento tecnico.
La sessione del sabato si svolge su pista bagnata. Le condizioni del tracciato, diverse da quelle del venerdì, portano a uno stravolgimento della classifica. Il migliore è Fernando Alonso, che è stato il primo pilota ad affrontare la pista con gomme da bagnato intermedio. Il pilota dell'Alpine ha fatto meglio, di pochi millesimi, di Pierre Gasly e di Sebastian Vettel. Dopo l'altro pilota dell'Alpine, Esteban Ocon, si sono piazzate le due McLaren, su cui non è stato montato il fondo con due tiranti, per il timore che questo potesse essere oggetto di reclamo da parte degli altri team, se fosse stato portato in qualifica.
Si sono trovate poco a loro agio le Red Bull. La loro scelta aerodinamica non è stata sufficiente a garantire la spinta verticale sulla monoposto, tanto che hanno chiuso con l'ottavo e il nono tempo. Pérez è stato autore di un lungo alla prima curva, con la vettura senza direzionalità, che però il messicano è stato capace di non fare finire contro le barriere. Ancora peggio si sono comportate le Mercedes con Russell settimo e Hamilton solo quindicesimo. A seguito della penalizzazione ricevuta, per le sostituzioni di diverse componenti tecniche della sua Ferrari, Leclerc non ha fatto segnare tempi validi.

### Risultati
Nella prima sessione del venerdì si è avuta questa situazione:
| Pos | Nº | Pilota           | Costruttore          | Tempo    | Gap    | Giri |
| --- | -- | ---------------- | -------------------- | -------- | ------ | ---- |
| 1   | 1  | Max Verstappen   | Red Bull Racing-RBPT | 1'15"158 |        | 27   |
| 2   | 55 | Carlos Sainz Jr. | Ferrari              | 1'15"404 | +0"246 | 34   |
| 3   | 14 | Fernando Alonso  | Alpine-Renault       | 1'15"531 | +0"373 | 31   |

Nella seconda sessione del venerdì si è avuta questa situazione:
| Pos | Nº | Pilota           | Costruttore          | Tempo    | Gap    | Giri |
| --- | -- | ---------------- | -------------------- | -------- | ------ | ---- |
| 1   | 1  | Max Verstappen   | Red Bull Racing-RBPT | 1'14"127 |        | 33   |
| 2   | 16 | Charles Leclerc  | Ferrari              | 1'14"208 | +0"081 | 32   |
| 3   | 55 | Carlos Sainz Jr. | Ferrari              | 1'14"352 | +0"225 | 32   |

Nella sessione del sabato mattina si è avuta questa situazione:
| Pos | Nº | Pilota           | Costruttore                  | Tempo    | Gap    | Giri |
| --- | -- | ---------------- | ---------------------------- | -------- | ------ | ---- |
| 1   | 14 | Fernando Alonso  | Alpine-Renault               | 1'33"836 |        | 15   |
| 2   | 10 | Pierre Gasly     | AlphaTauri-RBPT              | 1'33"889 | +0"053 | 18   |
| 3   | 5  | Sebastian Vettel | Aston Martin Aramco-Mercedes | 1'33"891 | +0"055 | 18   |

## Qualifiche

### Resoconto
Le qualifiche iniziano su pista bagnata, con la pioggia che prosegue nel cadere sulla pista. I piloti montano gomme da bagnato estremo, e iniziano a inanellare giri dopo giri, al fine di garantirsi un tempo per il passaggio nella fase successiva, in previsione di un miglioramento delle condizioni di guida. Dopo George Russell, passa a condurre Max Verstappen, successivamente battuto da Carlos Sainz Jr., e di nuovo dallo stesso Russell. Pierre Gasly è terzo, mentre Sainz Jr. progredisce, portandosi a 0"176 da Russell. Si vedono nelle prime posizioni anche Esteban Ocon e Yuki Tsunoda, tra cui s'intercala Zhou Guanyu. Il francese dell'Alpine si pone al secondo posto, prima dell'arrivo di Kevin Magnussen, che fissa il miglior crono in 1'34"893. Il danese viene, in seguito, battuto da Valtteri Bottas.
Russell è il primo pilota a scendere sotto il minuto e 34, mentre Hamilton risale secondo. Riprende il comando Verstappen, preceduto prima da Alonso, poi da Sainz Jr., che scende al di sotto del minuto e 33 secondi. Partecipa alla sessione anche Charles Leclerc che, comunque, a causa della penalizzazione, partirà in ultime fila, assieme all'altro penalizzato Tsunoda. Ocon strappa il secondo tempo, mentre Gasly è autore di un errore, ed è poi costretto ad abbandonare la qualifica. Anche Leclerc sale secondo, prima che Verstappen si impadronisca, nuovamente, della migliore prestazione. Sainz Jr. effettua un errore di guida, nel primo settore, ma è capace di riprendere la pista. Le condizioni del tracciato sono in miglioramento, tanto che alcuni pilota montano gomme da bagnato intermedio. Pérez conquista il passaggio alla seconda fase, con difficoltà, mentre sono eliminati Gasly, i due piloti dell'Aston Martin, Nicholas Latifi e Yuki Tsunoda.
Leclerc, qualificatosi senza problemi alla Q2, non vi partecipa, accontentandosi di avere preceduto Tsunoda, che lo accompagnerà in ultima fila. Le condizioni della pista, ancora in miglioramento, consentono ad alcuni piloti, tra cui Alonso, Magnussen, Ocon, Schumacher e Albon, l'utilizzo degli pneumatici da bagnato intermedio. Hamilton coglie il tempo di riferimento in 1'33"060, battuto, per un decimo, da Russell. Alonso fa scendere il tempo a 1'30"910, mentre Albon colpisce un muretto, nel secondo settore, ma senza danneggiare in maniera irreparabile la sua Williams. Poco dopo è Pérez a uscire di pista, alla terza curva; la sua Red Bull termina contro le barriere, senza che il pilota sia capace di riprendere la pista. Vista la posizione della vettura, la direzione di gara interrompe la sessione, al fine di consentire ai commissari di recuperare la monoposto, senza pericoli.
Alla ripresa della sessione la direzione di gara concede ancora nove minuti, per completare la sessione. Bottas sale terzo, mentre fa meglio Magnussen, che coglie il primo tempo (1'30"612). I tempi progrediscono rapidamente. Si alternano in vetta Hamilton, Russell, Sainz Jr. e Verstappen (1'27"764). Il tempo dell'olandese sembra irraggiungibile. Alonso, subito dietro all'olandese, è a più di un secondo di distanza. Poco dopo, il tempo dell'asturiano è battuto ancora da Magnussen. Sainz Jr. stacca l'1'26"588, prima che Verstappen si riproponga con 1'26"270. Albon sale quinto, subito dietro a Zhou. Verstappen si migliora ancora, mentre Russell e Schumacher si portano in seconda e terza posizione. Negli ultimi istanti della Q2 Alonso coglie la miglior prestazione, mentre risale Hamilton, quarto, prima che Verstappen batta il tempo dello spagnolo dell'Alpine. Vengono eliminati Bottas, Albon, assieme ai tre piloti che non hanno completato la sessione: Pérez, incidentato, Lando Norris e Leclerc, che non hanno tempi validi.
Per l'inizio della terza fase delle qualifiche la pista sembra ancora asciugarsi, ma senza che nessuno dei piloti rischi l'utilizzo delle gomme da asciutto. Hamilton chiude in 1'24"360, mentre Russell scende a 1'24"006. Verstappen si conferma il più veloce (1'22"701): Sainz Jr., secondo, è staccato di 1"111. A 37 millesimi dal ferrarista si pone Alonso. Mick Schumacher sale secondo, in seguito battuto da Sainz Jr., che si avvicina a due decimi dal tempo di Verstappen. Anche Alonso si migliora, risalendo ancora in terza posizione.
Nella parte finale della Q3 Russell è il solo pilota a tentare un giro con gomme soft. Il britannico va lungo alla seconda curva, e termina sull'erba, anche se è abile a rientrare in pista, pur con l'alettone posteriore danneggiato. Magnussen scala terzo, prima che Verstappen abbassi ancora il limite, a 1'21"620. Risale al secondo posto Hamilton, e nel frattempo migliora ancora Verstappen. Sainz Jr. riconquista la piazza d'onore, battuto, all'ultimo tentativo, da Alonso.
Max Verstappen conquista la quindicesima pole position in carriera, la seconda stagionale, ottenendo per la prima volta la prima fila sul circuito di Montréal. Il campione del mondo parte in prima posizione nel suo centocinquantesimo Gran Premio in Formula 1. Verstappen eguaglia il numero delle pole position di Charles Leclerc. La Red Bull Racing ottiene la partenza al palo nel Gran Premio del Canada per la prima volta dall'edizione 2013. Alonso è in prima fila per la prima volta dal Gran Premio di Germania 2012 con la Ferrari. Lo spagnolo è il pilota più anziano in prima fila dal quarantatreenne Michael Schumacher nel Gran Premio di Cina 2012. Sainz Jr., terzo, è in seconda fila per la sesta volta in nove gare stagionali, mentre per Hamilton, per la prima volta davanti a Russell in quattro gare, il quarto posto è il miglior risultato in stagione. La quinta posizione di Magnussen rappresenta la miglior partenza in un Gran Premio per la Haas in qualifica, senza contare la partenza in quarta posizione nel Gran Premio dell'Emilia-Romagna con il formato della Sprint, mentre Schumacher, sesto, ottiene il miglior risultato in carriera in qualifica. Per la prima volta dal Gran Premio di Germania 2018, due vetture della scuderia statunitense si trovano nelle prime sei posizioni. Zhou, decimo, si qualifica al Q3 per la prima volta in carriera, mentre Bottas, undicesimo, si qualifica oltre la settima posizione nel Gran Premio del Canada per la prima volta in carriera. La Williams ottiene la miglior prestazione stagionale in qualifica grazie al dodicesimo posto di Albon. Pérez, tredicesimo, non riesce a qualificarsi al Q3 per la prima volta dall'edizione inaugurale del Gran Premio del Qatar corsa nel 2021. Con l'eliminazione nel Q1, per la seconda volta negli ultimi undici Gran Premi del Canada, Vettel si qualifica fuori dalle prime tre posizioni, mentre il suo compagno di squadra, Stroll, viene eliminato in Q1 per la quarta volta in altrettante partecipazioni nel Gran Premio di casa. Leclerc termina una striscia di quattro pole position consecutive. Il monegasco, che parte in ultima fila a causa della penalizzazione, può emulare Rubens Barrichello, terzo nell'edizione del 2005, dopo una partenza dalla pit lane, oppure Alex Wurz, terzo nell'edizione del 2007, dopo la partenza dalla stessa diciannovesima posizione di Leclerc.
Al termine delle qualifiche, Pierre Gasly e Zhou Guanyu vengono convocati dai commissari sportivi per non avere rispettato le istruzioni stabilite dalla direzione gara riguardanti la curva 9, durante la Q1 per Gasly e durante la Q3 per Zhou. Entrambi i piloti ricevono una reprimenda, la seconda della stagione per Gasly, mentre la prima per Zhou. Carlos Sainz Jr., Alexander Albon e Charles Leclerc vengono convocati per avere guidato lentamente, durante la Q1. I tre piloti non ricevono sanzioni.
Sono stati cancellati diciannove tempi dai commissari sportivi ai piloti per non avere rispettato i limiti della pista, durante le qualifiche. Si sono visti cancellare il tempo due volte Lewis Hamilton (una volta alla curva 14 e una volta alla curva 2), Kevin Magnussen (una volta alla curva 10 e una volta alla curva 2), Lando Norris (una volta alla curva 2 e una volta alla curva 7), Max Verstappen (entrambe le volte alla curva 2) e Fernando Alonso (una volta alla curva 2 e una volta alla curva 10), una volta Valtteri Bottas (alla curva 14), Alexander Albon (alla curva 10), Sergio Pérez (alla curva 2), Sebastian Vettel (alla curva 10), Charles Leclerc (alla curva 2), Pierre Gasly (alla curva 8), Carlos Sainz Jr. (alla curva 2), Daniel Ricciardo (alla curva 6) e George Russell (alla curva 2).

### Risultati
Nella sessione di qualifica si è avuta questa situazione:
| Pos                         | Nº | Pilota           | Costruttore                  | Q1       | Q2          | Q3       | Griglia |
| --------------------------- | -- | ---------------- | ---------------------------- | -------- | ----------- | -------- | ------- |
| 1                           | 1  | Max Verstappen   | Red Bull Racing-RBPT         | 1'32"219 | 1'23"746    | 1'21"299 | 1       |
| 2                           | 14 | Fernando Alonso  | Alpine-Renault               | 1'32"277 | 1'24"848    | 1'21"944 | 2       |
| 3                           | 55 | Carlos Sainz Jr. | Ferrari                      | 1'32"781 | 1'25"197    | 1'22"096 | 3       |
| 4                           | 44 | Lewis Hamilton   | Mercedes                     | 1'33"841 | 1'25"543    | 1'22"891 | 4       |
| 5                           | 20 | Kevin Magnussen  | Haas-Ferrari                 | 1'32"957 | 1'26"254    | 1'22"960 | 5       |
| 6                           | 47 | Mick Schumacher  | Haas-Ferrari                 | 1'33"707 | 1'25"684    | 1'23"356 | 6       |
| 7                           | 31 | Esteban Ocon     | Alpine-Renault               | 1'33"012 | 1'26"135    | 1'23"529 | 7       |
| 8                           | 63 | George Russell   | Mercedes                     | 1'33"160 | 1'24"950    | 1'23"557 | 8       |
| 9                           | 3  | Daniel Ricciardo | McLaren-Mercedes             | 1'33"636 | 1'26"375    | 1'23"749 | 9       |
| 10                          | 24 | Zhou Guanyu      | Alfa Romeo-Ferrari           | 1'33"692 | 1'26"116    | 1'24"030 | 10      |
| 11                          | 77 | Valtteri Bottas  | Alfa Romeo-Ferrari           | 1'33"689 | 1'26"788    | N.D.     | 11      |
| 12                          | 23 | Alexander Albon  | Williams-Mercedes            | 1'34"047 | 1'26"858    | N.D.     | 12      |
| 13                          | 11 | Sergio Pérez     | Red Bull Racing-RBPT         | 1'33"929 | 1'33"127    | N.D.     | 13      |
| 14                          | 4  | Lando Norris     | McLaren-Mercedes             | 1'34"066 | senza tempo | N.D.     | 14      |
| 15                          | 16 | Charles Leclerc  | Ferrari                      | 1'33"008 | senza tempo | N.D.     | 19      |
| 16                          | 10 | Pierre Gasly     | AlphaTauri-RBPT              | 1'34"492 | N.D.        | N.D.     | 15      |
| 17                          | 5  | Sebastian Vettel | Aston Martin Aramco-Mercedes | 1'34"512 | N.D.        | N.D.     | 16      |
| 18                          | 18 | Lance Stroll     | Aston Martin Aramco-Mercedes | 1'35"532 | N.D.        | N.D.     | 17      |
| 19                          | 6  | Nicholas Latifi  | Williams-Mercedes            | 1'35"660 | N.D.        | N.D.     | 18      |
| 20                          | 22 | Yuki Tsunoda     | AlphaTauri-RBPT              | 1'36"575 | N.D.        | N.D.     | 20      |
| Tempo limite 107%: 1'38"674 |    |                  |                              |          |             |          |         |

In grassetto sono indicate le migliori prestazioni in Q1, Q2 e Q3.

## Gara

### Resoconto
Allo spegnimento dei semafori, Max Verstappen mantiene la sua posizione di testa, precedendo Fernando Alonso, Carlos Sainz Jr., Lewis Hamilton, Kevin Magnussen, che affianca, senza successo, l'ex campione del mondo, danneggiando l'ala anteriore, ed Esteban Ocon. Al terzo giro Sainz Jr. supera Alonso, mentre George Russell prende la sesta posizione a Ocon. Due giri dopo il britannico supera anche Magnussen, che si ferma in seguito per sostituire l'ala danneggiata. La gara di Sergio Pérez s'interrompe nel corso dell'ottavo giro, per un problema al cambio. La necessità di spostare la monoposto del messicano induce la direzione di gara a stabilire il regime di virtual safety car. Verstappen, Hamilton e Tsunoda ne approfittano, per passare alle gomme a mescola dura.
In testa sale Sainz Jr., seguito da Alonso, Verstappen, Russell, Ocon e Hamilton. Il francese dell'Alpine è poi passato da Hamilton, all'undicesimo passaggio. Alonso resiste, in seconda posizione, fino al quindicesimo giro, quando deve cedere la piazza d'onore a Verstappen. Nel corso del diciannovesimo giro Russell va ai box, mentre Mick Schumacher è costretto al ritiro. Anche in questo frangente la direzione di corsa impone il regime di vettura di sicurezza virtuale. Sainz Jr. perde l'occasione di entrare ai box: al suo rientro in pista è terzo, davanti a Hamilton. Poco dopo il pilota della Ferrari passa il suo connazionale Alonso, e s'installa secondo, sempre alla spalle di Verstappen. Attorno al ventitreesimo giro il margine dell'olandese della Red Bull Racing è di nove secondi sul ferrarista, e di dodici su Hamilton che, ha passato, anche lui, Alonso. Quest'ultimo attende il ventottesimo giro per il cambio gomme, dopo che, per molte tornate, il suo ritmo di gara era risultato penalizzato. Rientra in gara settimo, alle spalle di Charles Leclerc, partito in ultima fila.
Nei giri successivi Sainz Jr. mantiene un ritmo migliore di quello del battistrada, tanto che, al quarantesimo giro, il distacco fra i due è di 6"4. Nello stesso giro si ferma, per la sua sosta, Leclerc, che torna in gara dodicesimo. Tre giri dopo si ferma anche Verstappen. L'olandese rientra in gara terzo, alle spalle anche di Hamilton, che però passa già nel primo giro dopo la sosta. Nello stesso passaggio compie la sua seconda sosta anche Russell. Sainz Jr. comanda con nove secondi di vantaggio su Verstappen. Seguono le due Mercerdes, le due Alpine e Valtteri Bottas. Al quarantanovesimo giro Yuki Tsunoda, dopo la seconda sosta, va lungo, alla seconda curva, colpendo le barriere. La direzione gara impone nuovamente il regime di virtual safety car, per poi mandare in pista la vettura di sicurezza. Ne approfitta la Ferrari, per la seconda sosta di Sainz Jr.. Si fermano anche le due Alpine e Bottas. Ora, al comando, ritorna Verstappen, seguito da Sainz Jr., Hamilton, Russell, Ocon, Alonso e Leclerc. Alla ripartenza il campione del mondo si difende da Sainz Jr.. Lo spagnolo resta a contatto con il pilota della Red Bull Racing, cercando il sorpasso in un paio di occasioni, e mantenendo la pressione su Verstappen, fino a fine gara. L'olandese resiste, ma non è capace di strappare il giro veloce allo spagnolo. Leclerc supera Alonso, al tornantino, al cinquantottesimo giro, successivamente Ocon, due giri dopo. Alonso, nell'ultimo giro, si difende dall'attacco di Bottas.
Max Verstappen vince il ventiseiesimo Gran Premio in carriera, la sesta gara in stagione, nel suo centocinquantesimo Gran Premio nella categoria. Per l'olandese è la prima vittoria sul circuito di Montréal, mentre per la Red Bull Racing è la sesta vittoria consecutiva stagionale, primato ottenuto solo una volta nella propria storia, durante la stagione 2013 quando Vettel ottenne nove vittorie consecutive, e la prima vittoria nel Gran Premio del Canada dall'edizione del 2014 con Ricciardo. Il campione del mondo è al nono posto per numero di vittorie nella storia del mondiale all'età di 24 anni, superando il numero di successi di Jim Clark e Niki Lauda, mentre il team austriaco, con l'ottantaduesimo successo nella categoria, supera il numero di vittorie del team britannico Lotus, al quinto posto di sempre. Sainz Jr., secondo, ottiene 11 podi in Formula 1 senza una vittoria, solo due in meno del record di Nick Heidfeld, che a sua volta è arrivato secondo nelle edizioni del 2007 e 2008. Per lo spagnolo è il quinto secondo posto in carriera. Per Hamilton, terzo, è il secondo podio del campionato dopo il terzo posto ottenuto nel Gran Premio del Bahrein, gara d'apertura del mondiale, battendo il compagno di scuderia Russell per la prima volta dal primo appuntamento dell'anno. Verstappen e Hamilton condividono il podio per la prima volta dal Gran Premio di Abu Dhabi 2021, ultima gara della precedente stagione in cui Verstappen conquistò il primo titolo iridato, proprio ai danni di Hamilton. Russell, quarto, allunga il record dell'unico pilota di questo campionato a conquistare punti, a terminare nelle prime cinque posizioni in ogni gara e a completare ogni giro. Leclerc, partito diciannovesimo, ottiene il quinto posto, ma perde altri 15 punti da Verstappen nella classifica piloti. L'Alpine eguaglia il miglior risultato stagionale grazie al sesto posto di Ocon, ottenuto in precedenza nel Gran Premio d'Arabia Saudita. Per il francese è il settimo arrivo stagionale nei primi dieci. Bottas, settimo, conquista punti in stagione per la settima volta su nove gare disputate, dopo avere ottenuto punti anche nella Sprint durante il Gran Premio dell'Emilia-Romagna, mentre per Zhou l'ottavo posto rappresenta il miglior risultato in carriera e i primi punti dalla gara inaugurale in Bahrein. L'Alfa Romeo ottiene punti con entrambe le vetture per la seconda volta in stagione. Stroll, decimo, ottiene punti per la terza volta nel Gran Premio di casa dopo essere stato eliminato nella prima fase delle qualifiche, mentre Vettel, dodicesimo, non ottiene punti sul circuito di Montréal per la prima volta in carriera, nel suo dodicesimo Gran Premio del Canada. Con il ritiro di Pérez, il quale termina una striscia di sette gare a punti, la Red Bull Racing, in questa stagione, ha più ritiri dovuti a problemi meccanici rispetto alla Ferrari, quattro contro i tre della scuderia di Maranello.
L'AlphaTauri è stata multata di 300 euro dalla Federazione in quanto Yuki Tsunoda ha superato il limite di velocità stabilito nella corsia dei box nei giri di ricognizione prima di schierarsi sulla griglia di partenza. Sono stati cancellati otto tempi dai commissari sportivi ai piloti per non avere rispettato i limiti della pista, durante la gara. Si sono visti cancellare il tempo due volte Pierre Gasly (entrambe le volte alla curva 14), una volta Nicholas Latifi, George Russell, Yuki Tsunoda, Kevin Magnussen, Lando Norris e Charles Leclerc (tutti alla curva 14).

### Risultati
I risultati del Gran Premio sono i seguenti:
| Pos | Nº | Pilota           | Costruttore                  | Giri | Tempo/Ritiro | Griglia | Punti |
| --- | -- | ---------------- | ---------------------------- | ---- | ------------ | ------- | ----- |
| 1   | 1  | Max Verstappen   | Red Bull Racing-RBPT         | 70   | 1h36'21"757  | 1       | 25    |
| 2   | 55 | Carlos Sainz Jr. | Ferrari                      | 70   | +0"993       | 3       | 19    |
| 3   | 44 | Lewis Hamilton   | Mercedes                     | 70   | +7"006       | 4       | 15    |
| 4   | 63 | George Russell   | Mercedes                     | 70   | +12"313      | 8       | 12    |
| 5   | 16 | Charles Leclerc  | Ferrari                      | 70   | +15"168      | 19      | 10    |
| 6   | 31 | Esteban Ocon     | Alpine-Renault               | 70   | +23"890      | 7       | 8     |
| 7   | 77 | Valtteri Bottas  | Alfa Romeo-Ferrari           | 70   | +25"247      | 11      | 6     |
| 8   | 24 | Zhou Guanyu      | Alfa Romeo-Ferrari           | 70   | +26"952      | 10      | 4     |
| 9   | 14 | Fernando Alonso  | Alpine-Renault               | 70   | +29"945      | 2       | 2     |
| 10  | 18 | Lance Stroll     | Aston Martin Aramco-Mercedes | 70   | +38"222      | 17      | 1     |
| 11  | 3  | Daniel Ricciardo | McLaren-Mercedes             | 70   | +43"047      | 9       |       |
| 12  | 5  | Sebastian Vettel | Aston Martin Aramco-Mercedes | 70   | +44"245      | 16      |       |
| 13  | 23 | Alexander Albon  | Williams-Mercedes            | 70   | +44"893      | 12      |       |
| 14  | 10 | Pierre Gasly     | AlphaTauri-RBPT              | 70   | +45"183      | 15      |       |
| 15  | 4  | Lando Norris     | McLaren-Mercedes             | 70   | +52"145      | 14      |       |
| 16  | 6  | Nicholas Latifi  | Williams-Mercedes            | 70   | +59"978      | 18      |       |
| 17  | 20 | Kevin Magnussen  | Haas-Ferrari                 | 70   | +1'08"180    | 5       |       |
| Rit | 22 | Yuki Tsunoda     | AlphaTauri-RBPT              | 47   | Incidente    | 20      |       |
| Rit | 47 | Mick Schumacher  | Haas-Ferrari                 | 18   | Motore       | 6       |       |
| Rit | 11 | Sergio Pérez     | Red Bull Racing-RBPT         | 7    | Cambio       | 13      |       |

Carlos Sainz Jr. riceve un punto addizionale per avere segnato il giro più veloce della gara.

## Classifiche mondiali

### Piloti
| Pos | Pilota           | Punti |
| --- | ---------------- | ----- |
| 1   | Max Verstappen   | 175   |
| 2   | Sergio Pérez     | 129   |
| 3   | Charles Leclerc  | 126   |
| 4   | George Russell   | 111   |
| 5   | Carlos Sainz Jr. | 102   |
| 6   | Lewis Hamilton   | 77    |
| 7   | Lando Norris     | 50    |
| 8   | Valtteri Bottas  | 46    |
| 9   | Esteban Ocon     | 39    |
| 10  | Fernando Alonso  | 18    |
| 11  | Pierre Gasly     | 16    |
| 12  | Kevin Magnussen  | 15    |
| 13  | Daniel Ricciardo | 15    |
| 14  | Sebastian Vettel | 13    |
| 15  | Yuki Tsunoda     | 11    |
| 16  | Zhou Guanyu      | 5     |
| 17  | Alexander Albon  | 3     |
| 18  | Lance Stroll     | 3     |

### Costruttori
| Pos | Costruttore                  | Punti |
| --- | ---------------------------- | ----- |
| 1   | Red Bull Racing-RBPT         | 304   |
| 2   | Ferrari                      | 228   |
| 3   | Mercedes                     | 188   |
| 4   | McLaren-Mercedes             | 65    |
| 5   | Alpine-Renault               | 57    |
| 6   | Alfa Romeo-Ferrari           | 51    |
| 7   | AlphaTauri-RBPT              | 27    |
| 8   | Aston Martin Aramco-Mercedes | 16    |
| 9   | Haas-Ferrari                 | 15    |
| 10  | Williams-Mercedes            | 3     |

## Decisioni della FIA
Al termine della gara Sebastian Vettel, Fernando Alonso e Valtteri Bottas vengono convocati dai commissari sportivi. Il pilota tedesco per non essere riuscito a mantenersi entro dieci lunghezze di vetture da quella che la precedeva sotto il regime di safety car, mentre il pilota spagnolo e quello finlandese in quanto il primo ha effettuato più di un cambio di direzione in rettilineo nel difendersi da un tentativo di sorpasso del secondo. Vettel non riceve sanzioni, mentre Alonso viene penalizzato di cinque secondi sul tempo di gara e di un punto sulla superlicenza. Lo spagnolo, settimo all'arrivo, scala in nona posizione.